# Skaraborg, Säters kommun
Skaraborg var en småort i Silvbergs socken i Säters kommun i Dalarna. 2015 hade folkmängden i området minskat och småorten upplöstes.